# Kosraeglasögonfågel
Kosraeglasögonfågel (Zosterops cinereus) är en fågel i familjen glasögonfåglar inom ordningen tättingar.

## Utseende och läte
Kosraeglasögonfågel är en liten askgrå sångarlik tätting. Enfärgade fjäderdräkten, storleken och ljus ring kring ögat gör denna art unik i sitt utbredningsområde. Lätena är gnissligt kvittriga, likt lätena från sparvar eller små parakiter.

## Utbredning och systematik
Fågeln förekommer enbart på ön Kosrae i östra Karolinerna. Den behandlas som monotypisk, det vill säga att den inte delas in i några underarter. Tidigare kategoriserades gråbrun glasögonfågel (Z. ponapensis) som en underart till cinereus.

## Levnadssätt
Kosraeglasögonfågeln hittas i en rad olika skogsmiljöer, från mangrove till återstående ursprunglig regnskog. Liksom andra glasögonfåglar födosöker den ofta i aktiva flockar, men kan också påträffas enstaka eller i par.

## Status
Fågeln har ett begränsat utbredningsområde, men beståndet anses vara stabilt. IUCN kategoriserar den som livskraftig.